# Bataille de Flers-Courcelette
 (novembre 2023).
Si vous disposez d'ouvrages ou d'articles de référence ou si vous connaissez des sites web de qualité traitant du thème abordé ici, merci de compléter l'article en donnant les références utiles à sa vérifiabilité et en les liant à la section « Notes et références ».
Première Guerre mondiale, 
Front de l'Ouest
Batailles
Bataille de la Somme
- Albert
- Crête de Bazentin
- Bois Delville
- Pozières
- Guillemont (en)
- Ginchy
- Flers-Courcelette
- Morval
- Crête de Thiepval
- Le Transloy
- Hauteurs de l'Ancre

La bataille de Flers-Courcelette est une bataille qui se déroule en septembre 1916, lors de la bataille de la Somme. C'est lors de cette bataille que les chars d'assaut sont utilisés pour la première fois.

## Historique
La bataille débute le 15 septembre 1916 et dure une semaine, c'est la 3e et dernière offensive générale de l'armée britannique. L'objectif de la bataille de Flers-Courcelette est de réaliser une percée des lignes allemandes. Cette percée doit ensuite être exploitée par la cavalerie. Le 22 septembre à la fin de la bataille, l'objectif stratégique de la percée n'est pas atteint. En revanche, les gains tactiques sont réalisés, les villages de Courcelette, de Martinpuich et de Flers sont reconquis. Dans certains endroits, les lignes de front progressent de plus de 2 300 - 3 200 mètres (2 500 - 3 500 yards) sur un front de 11 kilomètres.
Cette bataille marque les débuts des combats du corps canadien et de la Division néo-zélandaise sur le champ de bataille de la Somme.

## Objectifs de la bataille
Comme lors des offensives du 1er juillet (bataille d'Albert) et du 14 juillet (bataille de la crête de Bazentin), Haig espère réaliser une percée des défenses allemandes pour retrouver une guerre de mouvement et l'emploi d'unités de cavalerie. Bien que les avancées des troupes britanniques, canadiennes et néo-zélandaises soient importantes la première journée et durant la semaine suivante, la percée ne se produit pas et le front de la Somme devient à nouveau un combat de tranchée. L'apparition de la pluie rend les conditions de vie et de combat épouvantables pour l'infanterie.

## La genèse des premiers tanks
Le projet de développement des « cuirassés terrestres » est lancé en février 1915 à l'initiative du Comité des cuirassés britanniques avec pour objectif de développer un véhicule blindé qui permettrait de sortir de l'impasse de la guerre de tranchées. Ce projet ultrasecret est nommé « tank » (ou réservoir en français). Le terme tank sera par la suite conservé pour décrire ces véhicules blindés. Le premier prototype Mother est testé en janvier 1916.

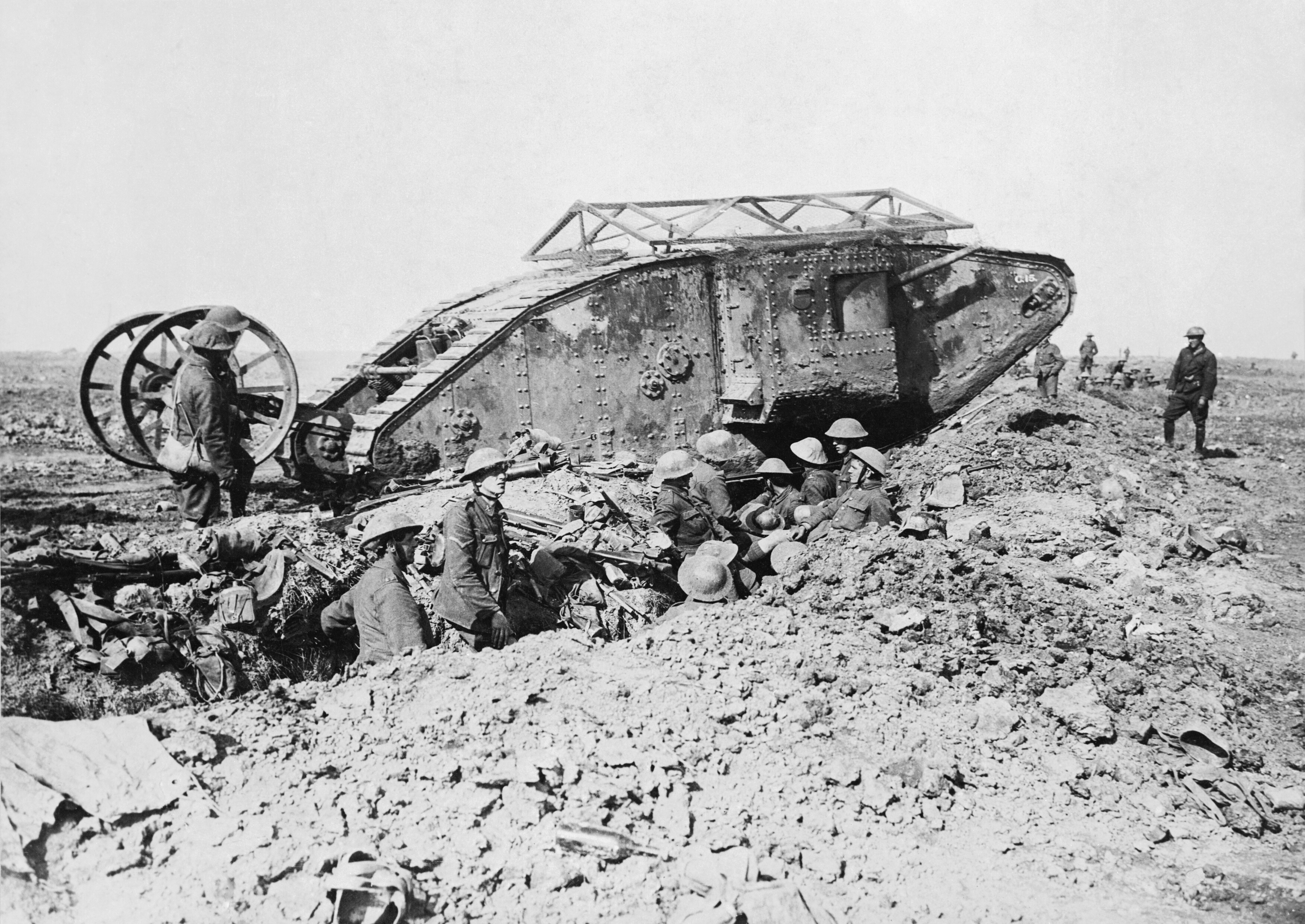
Premier char de l'armée britannique Mark I en septembre 1916.

Un peu moins de six mois après les premiers essais, le général Douglas Haig veut lancer la première attaque de chars d'assaut le jour du début de la bataille de la Somme. Cependant, les fabricants lui indiquent ne pas avoir un nombre de tanks suffisant pour l'attaque du 1er juillet. Deux mois et demi plus tard, lors de la préparation de la bataille de Flers-Courcelette, les chars sont livrés. Le général Haig demande au général Henry Rawlinson, commandant de la 4e armée britannique chargée de l'attaque, d'intégrer les chars dans ses plans de bataille. Dès le début, l'emploi des chars est contesté pour leurs difficultés à franchir le terrain fortement bouleversé du champ de bataille. Les chars sont également victimes de nombreuses défaillances mécaniques et les équipages manquent de formation. Néanmoins, la décision est prise d'employer les 49 chars disponibles dans la bataille de Flers-Courcelette le 15 septembre.
Les ingénieurs responsables de la conception des chars et les officiers responsables comme Ernest Dunlop Swinton mettent en garde les chefs d'armée sur le manque de fiabilité de cette arme en développement. Le gouvernement français envoie le colonel Estienne et le sous-secrétaire d'État aux inventions Jean-Louis Breton à Londres dans l'espoir de convaincre le gouvernement britannique d'annuler les ordres de Haig. Les différentes personnes souhaitant l'annulation des ordres de Haig considèrent que cette arme doit rester secrète jusqu'à la production en masse des chars pour réaliser alors une percée majeure.

## La bataille

### Armée de réserve
Le Corps canadien est positionné sur le flanc gauche à l'extrémité nord de l'attaque. La 2e division canadienne est localisée à proximité des ruines du moulin de Pozières. Elle attaque en arc de cercle qui s'étend du nord au nord-est vers les ruines fortifiées de Courcelette et les champs à l'ouest du village. Le 15 septembre, le premier jour de la bataille, les Canadiens réussissent à avancer d'environ 2 kilomètres (1,2 mile) dans leurs premières attaques, ils capturent le village de Courcelette et leurs autres objectifs. Le 25e bataillon (Nova Scotia Rifles) et le 22e bataillon canadien français (le «Van Doos», commandé par Thomas-Louis Tremblay) livrent des combats acharnés pour repousser les défenseurs allemands du village. Ils se maintiennent sur leurs positions durant 4 jours sous les tirs de barrages, les contre-attaques sans ravitaillement en armes, fourniture ni eau.

### 4earmée
Après une lutte de deux mois pour prendre le contrôle de High Wood, la 47e (1/2e London) division prend les dernières positions allemandes encore présentes dans le bois, au prix de lourdes pertes.
La Division néo-zélandaise combat et parvient à occuper une position appelée Switch line entre High Wood et Flers après 30 minutes de combat. Cette tranchée est devenue un objectif pour les Britanniques après la bataille de la crête de Bazentin qui s'est déroulée deux mois auparavant.
Au centre de l'attaque, le village de Martinpuich est capturé par la 15e division (écossaise). Le village de Flers est capturé par la 41e division britannique (en). Ces deux positions sont à plus de 1 800 mètres (2 300 yards) des objectifs finaux, les villages fortifiés de Gueudecourt et Lesbœufs, plus à l'est.
Plus au sud, sur le flanc droit de l'attaque où Haig espère réaliser la percée du front allemand, les attaques britanniques ont de faibles résultats. Sur cette partie du front, les Allemands ont bâti une position fortifiée appelée le quadrilatère à l'ouest de Ginchy. Le mauvais temps limite les observations aériennes, les positions exactes des points fortifiés allemands sont inconnues des Britanniques. La préparation d'artillerie et la présence des chars ont peu d'effet, la plupart des défenses accessoires des tranchées allemandes sont intactes. La garnison allemande repousse les attaques de la 56e division (Londres) et de la 6e division du 14e corps. La 6e division prend finalement le quadrilatère après quatre jours d'attaques le 18 septembre. Après la prise de cette position, la division de la garde progresse de plus de 1 800 mètres (2 000 yards mais elle est stoppée devant son dernier objectif le village de Lesbœufs. Afin de prendre les derniers objectifs prévus, la 4e armée britannique déclenche le 25 septembre la bataille de Morval.

### 6eet10earméesfrançaises
Jusqu'au 15 septembre, la 6e armée française fait une pause après ses récentes attaques. Cette pause permet aux troupes d'être relevées et d'apporter sur la ligne de front le matériel nécessaire à la défense du territoire conquis et aux opérations ultérieures. L'artillerie du 1er corps d'armée français ne reste pas inactive, elle soutient les opérations du 14e corps d'armée britannique en bombardant à l'aube les lignes allemandes au bois du Douage. L'infanterie attaque à 15h. Du terrain est gagné au nord de la ferme Le Priez mais les progrès en direction de Rancourt sont inexistants. Le 5e corps d'armée à l'est ne réussit pas à atteindre la lisière sud du bois de Saint-Pierre-Vaast, le 7e corps d'armée ne progresse pas à l'est de Bouchavesnes et le 33e corps d'armée reste sur ses lignes de départ.
Le 16 septembre la 6e armée soutient les troupes britanniques en réalisant des tirs de contre-batterie et tient son infanterie prête à intervenir en cas de repli allemand devant les attaques britanniques. Après le 16 septembre, le 5e corps d'armée étend son flanc droit, le 6e corps relève le 7e corps. Une attaque franco-anglaise est prévue pour le 21 septembre, elle est finalement repoussée au 25 septembre. Lors de cette relève, le 1er corps d'armée réalise deux attaques surprises le 18 septembre autour de Combles et gagne du terrain. Les Allemands réagissent par des feux de barrages extrêmement denses et contre-attaques sur Cléry dans la nuit du 19 au 20 septembre puis sur la ferme Le Priez et Rancourt au cours de la matinée. Le village de Bouchavesnes est également attaqué et doit être abandonné par les Français après des combats désespérés. Au sud de Bouchavesnes, le 6e corps d'armée repousse une contre-attaque allemande. La 10e armée attaque les 15 et 17 septembre et capture les villages de Berny, de Deniécourt et de Vermandovillers, malgré de nombreuses contre-attaques allemandes. Ce succès est sans lendemain, la 10e armée ne possède pas de réserves suffisantes pour poursuivre les combats.

## Bilan

### Pertes
Les pertes occasionnées par la bataille sont lourdes pour les troupes britanniques, la 15e division déplore 1 854 pertes, la 50e division 1 207, la 47e division 4 700, la division néo-zélandaise 2 580, la 41e division 3 000, la 14e division 4 500, la division de la garde 4 150, la 6e division 3 600 et la 56e division 4 485 pertes.

### Analyse
La performance des tanks est inégale. Sur les 49 tanks présents, seuls 32 ont pu atteindre leurs positions de départ. Sept tanks ne peuvent démarrer et participer à la bataille, les 25 autres débutent les combats. Les tanks ont un impact psychologique, ils enhardissent les assaillants et inhibent les défenseurs dans les zones où ils sont employés. Au niveau tactique cependant, ils fournissent un faible soutien à l'infanterie avant de tomber en panne ou d'être bloqués par la nature du terrain. Seuls 9 chars atteignent et pénètrent les lignes allemandes, mais ils ne peuvent progresser plus vite que la vitesse de marche d'un soldat.
Quand Winston Churchill, ancien chef de la Commission des « cuirassés terrestres » (ou tanks) et maintenant député, entend parler de l'utilisation des chars et de leurs performances à Flers-Courcelette, il considère que : « Cette invention inestimable devait, si elle était utilisée dans son plein emploi et en quantité suffisante, apporter certainement une grande et brillante victoire. Mais elle a été révélée aux Allemands dans le seul but mesquin de prendre quelques villages en ruine ». Plusieurs défauts du Mark I sont mis au jour lors de la bataille de Flers-Courcelette. Ces observations conduisent à concevoir des améliorations et le développement de meilleures tactiques, transformant le char en une arme redoutable à la fin de la guerre.
La fin de la bataille de Flers-Courcelette ne marque pas la fin de la bataille de la Somme qui se poursuit pendant près de deux mois encore. Aucun nouveau plan de bataille de cette ambition, comme ceux des combats de juillet avec la bataille d'Albert ou de la crête de Bazentin, visant la percée des lignes allemandes n'est proposé. Haig et ses commandants d'armées Rawlinson et Gough se décident alors de réduire les objectifs de leurs nouvelles attaques dans la Somme à une succession d'attaques à objectifs limités.

### Décorations
Personnes décorées lors de la bataille de Flers-Courcelette de la croix de Victoria :
- Sergent Donald Forrester Brown du Régiment d'infanterie d'Otago.
- Lieutenant-Colonel John Vaughan Campbell du 3e bataillon des Coldstream Guards, division de la garde.
- Lance-Sergent Frederick McNess du 1er bataillon des Scots Guards.
- John Chipman Kerr du 49e bataillon d'Edmonton.

## Pour approfondir